# Kindschaftssache
Der Begriff der Kindschaftssachen hat im deutschen Familienrecht mit Inkrafttreten des Gesetzes über das Verfahren in Familiensachen und in den Angelegenheiten der freiwilligen Gerichtsbarkeit (FamFG) am 1. September 2009 einen Bedeutungswandel erfahren. Zuvor verstand man darunter nach § 640 Abs. 2 der Zivilprozessordnung alter Fassung diejenigen Verfahren, die jetzt Abstammungssachen heißen (§ 169 FamFG), also insbesondere Vaterschaftsfeststellungs- und Vaterschaftsanfechtungssachen.
Nunmehr werden als Kindschaftssachen entsprechend § 151 FamFG die dem Familiengericht zugewiesenen Verfahren bezeichnet, die
- die elterliche Sorge,
- das Umgangsrecht,
- die Kindesherausgabe,
- die Vormundschaft,
- die Pflegschaft oder die gerichtliche Bestellung eines sonstigen Vertreters für einen Minderjährigen oder für eine Leibesfrucht,
- die Genehmigung der freiheitsentziehenden Unterbringung eines Minderjährigen (§ 1631b, § 1800 und § 1915 des Bürgerlichen Gesetzbuchs),
- die Anordnung der freiheitsentziehenden Unterbringung eines Minderjährigen nach den Landesgesetzen über die Unterbringung psychisch Kranker oder
- die Aufgaben nach dem Jugendgerichtsgesetz

betreffen.
Kindschaftssachen sind Familiensachen, für die das Amtsgericht als Familiengericht zuständig ist.
Für Verfahren in Kindschaftssachen gelten die §§ 151–168a FamFG.
Diese besagen beispielsweise:
- In Kindschaftssachen, die den Aufenthalt des Kindes, das Umgangsrecht oder die Herausgabe des Kindes betreffen, sowie Verfahren wegen Gefährdung des Kindeswohls gilt das Vorrang- und Beschleunigungsgebot, d. h., dass der erste Anhörungstermin spätestens einen Monat nach Beginn des Verfahrens stattfinden soll (§ 155 FamFG).

- Das Gericht soll in Kindschaftssachen, die die elterliche Sorge bei Trennung und Scheidung, den Aufenthalt des Kindes, das Umgangsrecht oder die Herausgabe des Kindes betreffen, in jeder Lage des Verfahrens auf ein Einvernehmen der Beteiligten hinwirken, wenn dies dem Kindeswohl nicht widerspricht. Es weist auf Möglichkeiten der Beratung durch die Beratungsstellen und -dienste der Träger der Kinder- und Jugendhilfe insbesondere zur Entwicklung eines einvernehmlichen Konzepts für die Wahrnehmung der elterlichen Sorge und der elterlichen Verantwortung hin. Das Gericht soll in geeigneten Fällen auf die Möglichkeit der Mediation oder der sonstigen außergerichtlichen Streitbeilegung hinweisen. Es kann anordnen, dass die Eltern an einer Beratung teilnehmen. Die Anordnung ist nicht selbständig anfechtbar und nicht mit Zwangsmitteln durchsetzbar (§ 156 FamFG).

- Das Gericht hat dem minderjährigen Kind in Kindschaftssachen, die seine Person betreffen, einen geeigneten Verfahrensbeistand zu bestellen, soweit dies zur Wahrnehmung seiner Interessen (Ermittlung des Kindeswillens in einer persönlichen Anhörung) erforderlich ist (§ 158, § 159 FamFG).[2]

Auch in Kindschaftssachen besteht die Möglichkeit Beratungs- und Verfahrenskostenhilfe nach den §§ 76 bis 79 FamFG zu beantragen.
In Kindschaftssachen kann das Familiengericht nach § 163 FamFG einen geeigneten Sachverständigen beauftragen ein Gutachten zu erstatten. Die Gutachter sollen mindestens über eine psychologische, psychotherapeutische, kinder- und jugendpsychiatrische, psychiatrische, ärztliche, pädagogische oder sozialpädagogische Berufsqualifikation verfügen. Die pädagogischen oder sozialpädagogischen Sachverständigen müssen den Erwerb ausreichender diagnostischer und analytischer Kenntnisse durch eine anerkannte Zusatzqualifikation nachweisen. Das Familiengericht kann gemäß § 163 FamFG dem Sachverständigen aufgeben auf die Herstellung des Einvernehmens zwischen den Beteiligten hinzuwirken.